# Challenge Vichy

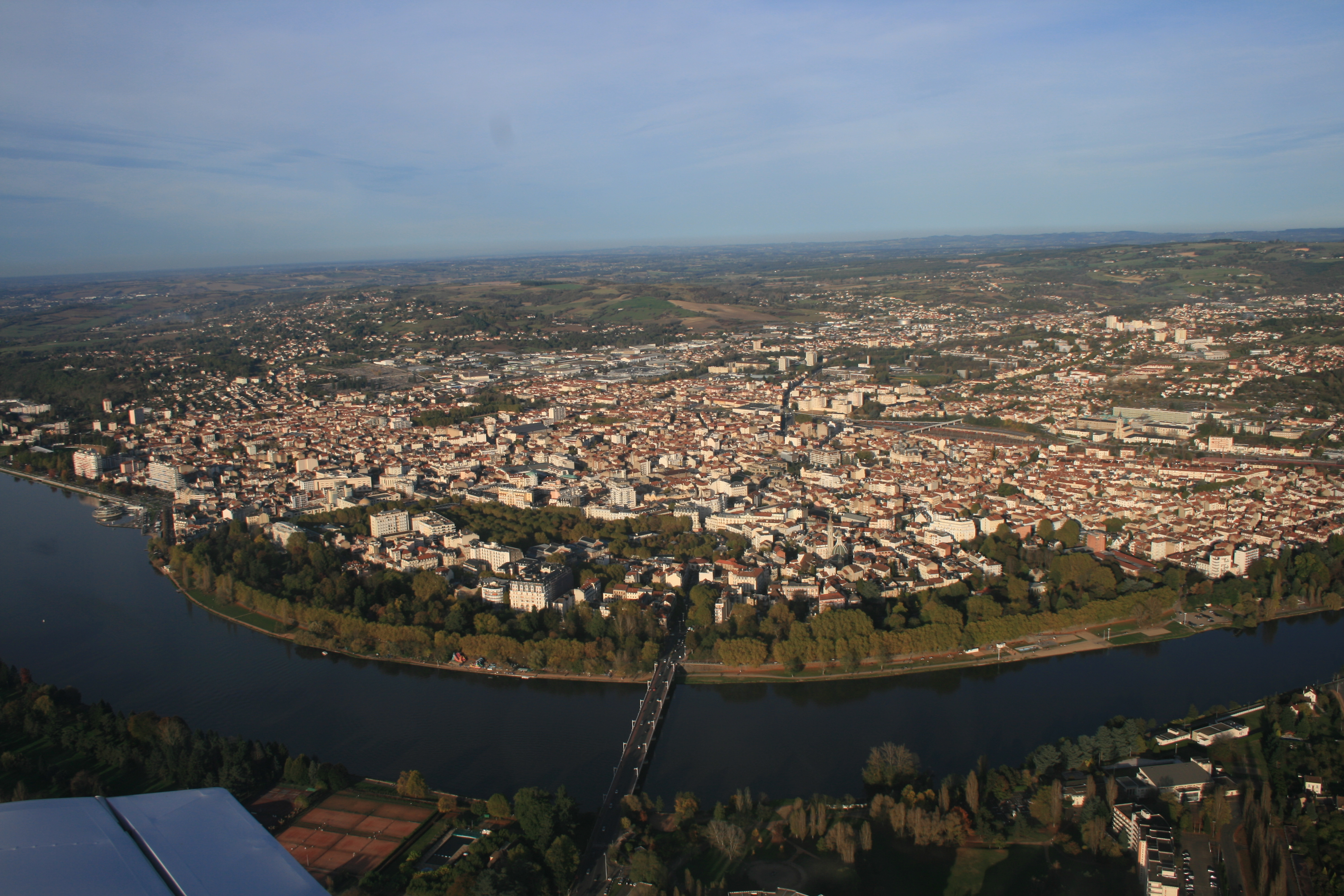
Blick auf den Start- und Zielort Vichy

Der Challenge Vichy war der Name einer Triathlon-Veranstaltung, die von 2011 bis 2014 jährlich in und um die französische Stadt Vichy in der Auvergne stattfand und Teil der Challenge Family Triathlon Weltserie war. Seit 2015 wird das Rennen unter dem Namen „Ironman Vichy“ weiter veranstaltet.

## Geschichte
Der Challenge Vichy fand erstmals im Jahr 2011 statt und folgte als zweiter Wettkampf der Challenge Family auf französischem Boden auf die von 2008 bis 2010 ausgetragene Challenge Niederbronn-les-Bains. Bei der Erstaustragung siegten die US-Amerikanerin Amy Marsh und der Brite Stephen Bayliss.
Im Jahr 2012 wurde die Strecke verkürzt und als Wettbewerb über die Halbdistanz ausgetragen, um bei den hohen Temperaturen am Rennwochenende Gesundheitsgefahren für die Athleten zu vermeiden. 2013 war der Challenge Vichy Austragungsort der ETU-Langdistanz-Europameisterschaft, bei der die Deutsche Diana Riesler und der Kroate Andrej Vištica siegten.
Neben dem Challenge Vichy über die Langdistanz (3,8 km Schwimmen, 180 km Radfahren und 42,195 km Laufen) fanden im Begleitprogramm auch Wettbewerbe über die Mitteldistanz sowie die olympische Distanz (1,5 km Schwimmen, 40 km Radfahren und 10 km Laufen) statt.
2015 kaufte die World Triathlon Corporation (WTC), ein Tochterunternehmen des chinesischen Dalian Wanda Konzerns, den Veranstalter „Optimum Sports Events“ und veranstaltet seit dem 30. August 2015 den Triathlon unter dem Namen Ironman Vichy.

## Streckenverlauf Langdistanz

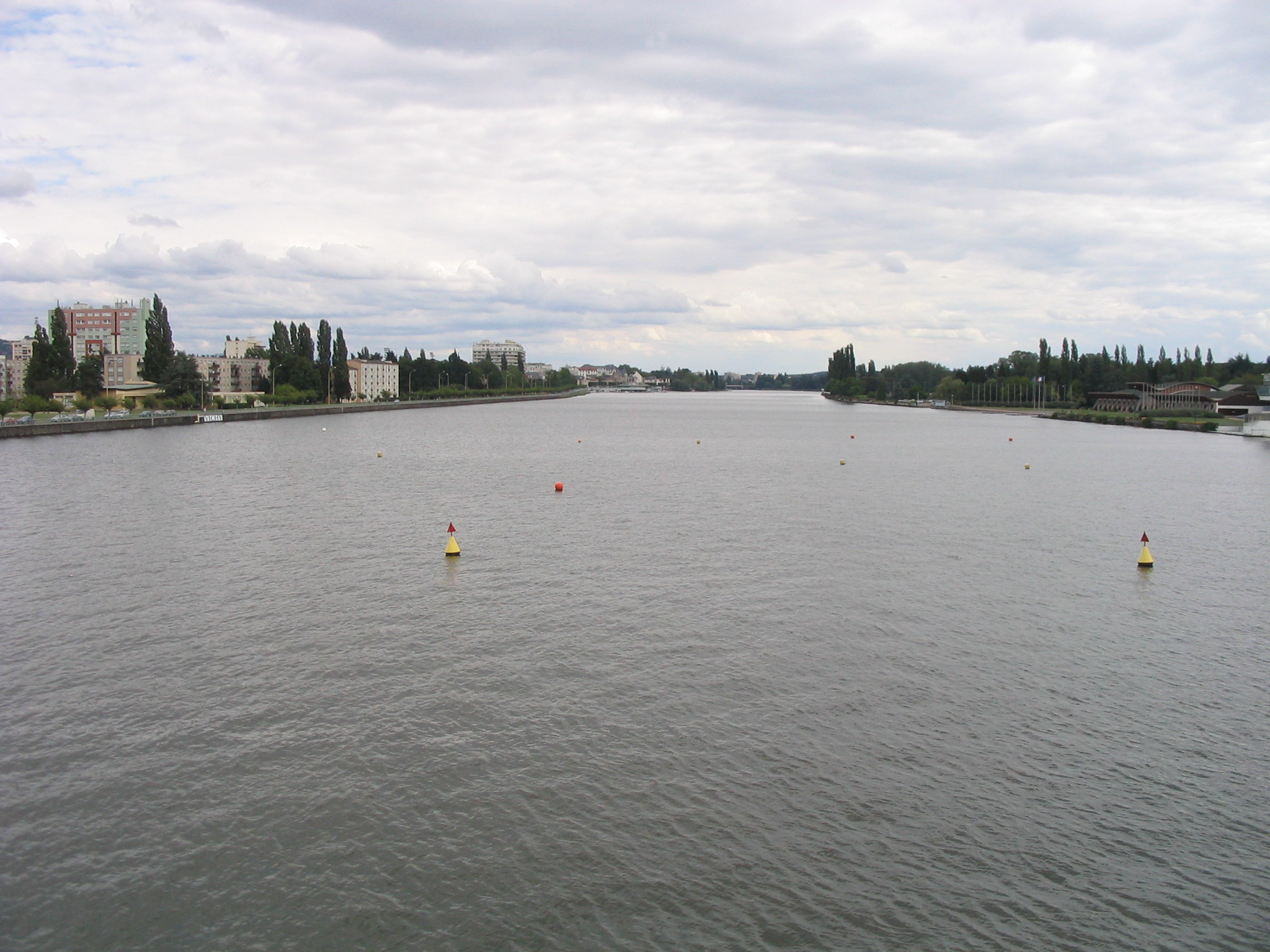
Schwimmstrecke auf dem Lac d'Allier

- Die Schwimmstrecke über 3,8 km ging über zwei Runden auf dem zum Lac d'Allier aufgestauten Fluss Allier auf dem Gebiet des Parc Omnisports.
- Die Radstrecke über 180 km führte von Vichy aus auf einem Rundkurs nach Süden. Die Strecke verlief gegen den Uhrzeigersinn über die Orte Serbannes, Bas et Lezat, Sardon, Pagnant, Limons und Hauterive und war zweimal zu absolvieren. Auf jeder Runde sind 379 Höhenmeter zu überwinden.[2]
- Die Laufstrecke über die Marathondistanz befand sich in Vichy entlang des Allier. Es handelte sich um eine 10,5 km-Runde, die viermal zu absolvieren war. Sie führte von der Wechselzone im Parc Omnisports zunächst am linken Flussufer nach Süden, quert den Fluss an der Pont de Bellerive und weiter entlang des Flusses im Parc Kennedy bis zum Wendepunkt. Von dort aus liefen die Athleten nach Norden durch den Parc Napoleon III, über eine Schleife in die Innenstadt durch den Parc de Sources (Quellenpark) und über die Pont de l'Europe zurück zum Parc Omnisports.

## Ergebnisse

### Langdistanz
| Jahr      | Männer              | Männer           | Männer            | Frauen            | Frauen             | Frauen            |
| Jahr      | Erster Platz        | Zweiter Platz    | Dritter Platz     | Erster Platz      | Zweiter Platz      | Dritter Platz     |
| --------- | ------------------- | ---------------- | ----------------- | ----------------- | ------------------ | ----------------- |
| 2014      | Andrej Vištica -2-  | Jens Kaiser      | Jose Jeuland      | Gabriella Zelinka | Martina Dogana     | Eva Potuckova     |
| 2013 (EM) | Andrej Vištica      | Trevor Delsaut   | Christophe Bastie | Diana Riesler     | Celia Kuch         | Gabriella Zelinka |
| 2012 *    | Stephen Bayliss -2- | Per Bittner      | Scott Defilippis  | Martina Dogana    | Carrie Lester      | Jana Candrová     |
| 2011      | Stephen Bayliss     | Teemu Lemmettylä | Jamie Whyte       | Amy Marsh         | Juliette Benedicto | Jana Candrová     |

| ETU-Langdistanz-Europameisterschaft |

### Mitteldistanz
2013 und 2014 wurde hier die Half Challenge Vichy ausgetragen.
| Jahr | Männer                 | Männer                     | Männer         | Frauen           | Frauen            | Frauen           |
| Jahr | Erster Platz           | Zweiter Platz              | Dritter Platz  | Erster Platz     | Zweiter Platz     | Dritter Platz    |
| ---- | ---------------------- | -------------------------- | -------------- | ---------------- | ----------------- | ---------------- |
| 2014 | Niels Brandt-Jorgensen | Guillaume Jeannin          | Antoine Perche | Fanny Martinerie | Stéphanie Louppe  | Virgiie Dal Toso |
| 2013 | Jérémy Jurkiewicz      | Christophe Argouet-Noclain | Arnaud Drouin  | Marion Lottmann  | Alexandra Roucher | Isabelle de Wulf |

### Olympische Distanz
| Jahr | Männer         | Männer          | Männer          | Frauen            | Frauen             | Frauen          |
| Jahr | Erster Platz   | Zweiter Platz   | Dritter Platz   | Erster Platz      | Zweiter Platz      | Dritter Platz   |
| ---- | -------------- | --------------- | --------------- | ----------------- | ------------------ | --------------- |
| 2014 | Yohann Vincent | Nicholas Chanal | Tristan Nehemie | Sabrina Capellupo | Nathalie Rebeyrole | Felicie Bridier |